# Ekaterini Thánou
Ekaterini Thánou, även kallad Katerina Thanou (gr:Κατερίνα Θάνου), född den 1 februari 1975 i Aten är en grekisk tidigare friidrottare som tävlade i 100 meter och 200 meter.
Thánous genombrott kom Sommaruniversiaden 1995 i Fukuoka där hon blev silvermedaljör på 100 meter vid tävlingarna året efter vann hon guld på samma distans. Hon blev även bronsmedaljör på 100 meter vid EM 1998 i Budapest med tiden 10,87 bara slagen av Christine Arron och Irina Privalova. Under inomhussäsongen 1999 blev hon världsmästare på 60 meter. På VM 1999 i Sevilla slutade hon trea på 100 meter slagen av amerikanerna Marion Jones och Inger Miller.
Thánou deltog vid de Olympiska sommarspelen 2000 i Sydney där hon blev silvermedaljör efter Jones. Sedan Jones erkänt att hon var dopad är guldet vakant och Thánou kan i efterhand få medaljen. På VM 2001 i Edmonton slutade hon tvåa denna gång slagen av Zjanna Pintusevitj-Block. Hennes första seger utomhus i ett större mästerskap kom året efter då hon vann guld på EM i München på 100 meter. Segern och frånvaron av Jones gjorde henne till favorit vid VM 2003 i Paris men hon slutade först på fjärde plats.

## Olympiska spelen 2004
Thánou var ett av Greklands största hopp inför Olympiska sommarspelen 2004 i Aten. Dagen innan invigningen avvek hon och Konstantinos Kenteris från ett dopingtest och senare samma dag dök hon upp på sjukhus efter en "motorcykelolycka". Bilderna som kablades ut över världen på Thánou från sjukhuset ledde dock till misstankar om att olyckan i själva verket var en bluff i syfte att undgå kontrollen. De valde själva att avstå från de olympiska sommarspelen men eftersom de missat tre dopingtest det året stängde IAAF av dem från allt tävlande. Efter flera överklaganden och långa rättsprocesser frikändes de och Thánou har fått tävla sen den 22 december 2006.
Den 15 juli 2008 meddelar det grekiska friidrottsförbundet, att Thánou finns med i den grekiska truppen till Olympiska sommarspelen 2008 i Peking, eftersom hon klarat B-gränsen till mästerskapet. Thanou deltog ändå inte i Olympiska spelen eftersom IOK bestämde att hon inte fick delta.

## Personliga rekord
- 100 m - 10,83 (Sevilla Spanien 22 augusti 1999)
- 200 m – 24,46 (Kalamata, Grekland 20 augusti 1994)